# Magaria
Magaria – miasto w Nigrze, w departamencie Zinder. Według danych szacunkowych na rok 2013 liczy 27 809 mieszkańców.